# 切爾卡西夫卡 (波爾塔瓦區)
49°38′38″N 34°49′13″E / 49.64389°N 34.82028°E
切爾卡西夫卡（烏克蘭語：Черкасівка），是烏克蘭的村落，位於該國中部波爾塔瓦州，由波爾塔瓦區負責管轄，處於科洛馬克河右岸，距離維利希夫希納和博日基1公里，海拔高度88米，2001年人口323。